# David Gareja
David Gareja (gruzijsko: დავითგარეჯის სამონასტრო კომპლექსი, translit.: davitgarejis samonast'ro k'omp'leksi) je v skalo vklesan gruzijski pravoslavni samostanski kompleks v regiji Kaheti v vzhodni Gruziji, na pol zapuščenih pobočjih gore Gareja, približno 60–70 km jugovzhodno od glavnega mesta Tbilisi. Kompleks ima na stotine celic, cerkve, kapelice, refektorije in bivalne prostore, izsekanih iz stene.
Del kompleksa je na azerbajdžanskem območju Agstafa in je postal predmet mejnega spora med Gruzijo in Azerbajdžanom . Na območju so tudi zaščitene živalske vrste in dokazi o nekaterih najstarejših človeških bivališčih v regiji.

## Zgodovina
Kompleks je ustanovil v 6. stoletju David (sv. David Garejeli), eden od trinajstih asirskih menihov, ki so v državo prispeli istočasno. Njegova učenca Dodo in Luciane sta zgradila prvotno lavro in ustanovila še dva samostana, znana kot Dodo's Rka (dobesedno 'Dodonov rog') in Natlismcemeli ('Krstnik'). Samostan se je razvijal pod vodstvom gruzijskega svetnika Ilariona iz 9. stoletja. Samostanu so še posebej donirale gruzijska kraljeva in plemiške družine. Gruzijski kralj iz 12. stoletja Demetrij I., avtor slovite gruzijske himne Šen har Venahi (შენ ხარ ვენახი, 'Ti si vinograd') je celo izbral David Gareja za kraj svojega bivališča, potem ko je odstopil s prestola.
Kljub surovemu okolju je samostan več stoletij ostal pomembno središče verske in kulturne dejavnosti; v določenih obdobjih je imel samostan v lasti obsežna kmetijska zemljišča in številne vasi. [2] Renesančne freske prikazujejo kronološko splošni razvoj življenja v samostanih David Gareja. Visoka umetniška spretnost fresk je postala nepogrešljiv del svetovnega bogastva. Gospodarski in kulturni razvoj David Gareja je od konca 11. do zgodnjega 13. stoletja dosegel svoj višek, kar je odraz splošne blaginje srednjeveškega kraljestva Gruzije. Zgrajeni so bili novi samostani Udabno, Bertubani in Čičhituri, stari so bili razširjeni in reorganizirani.
Z padcem gruzijske monarhije je samostan doživel dolgo obdobje propada in opustošenja mongolske vojske (1265), vendar so ga pozneje obnovili gruzijski kralji. Preživel je napad Safavidov leta 1615, ko so bili menihi pobiti, uničeni samostanski rokopisi in pomembna dela gruzijske umetnosti, da bi ga oživeli pod Onopre Mačutadzejem, ki je bil leta 1690 imenovan za vrhovnega očeta David Gareja.
Po nasilnem boljševiškem prevzemu Gruzije leta 1921 je bil samostan zaprt in ostal nenaseljen. V letih sovjetsko-afganistanske vojne je bilo ozemlje samostana uporabljeno kot poligon za sovjetsko vojsko, ki je povzročila škodo edinstvenemu ciklu fresk v samostanu. Leta 1987 je skupina gruzijskih študentov na čelu z mladim pisateljem Datom Turašvilijem sprožila vrsto protestov. Čeprav so se uradniki sovjetskega obrambnega ministrstva končno strinjali, da bodo premaknili vojaško strelišče iz samostana, se je oktobra 1988 začelo granatiranje, kar je povzročilo splošno ogorčenje javnosti. Potem ko je približno 10.000 Gruzijcev demonstriralo na ulicah Tbilisija in je skupina študentov v samostanu začela gladovno stavko, so vojsko dokončno umaknili.
Po obnovi neodvisnosti Gruzije leta 1991 je bilo samostansko življenje v David Gareji oživljeno. Vendar je gruzijsko obrambno ministrstvo leta 1996 nadaljevalo vojaške vaje na tem območju, kar je privedlo do ponovnih javnih protestov. Maja 1997 je na stotine gruzijskih aktivistov nevladnih organizacij postavilo svoje šotore sredi strelišča in blokiralo vojaške manevre. Vojaški uradniki so se na koncu vdali pritisku javnosti in vaje prepovedali.
Samostan ostaja aktiven še danes in služi kot priljubljena turistična točka in romarski kraj.

## Samostanski kompleks
Ker je kompleks delno na ozemlju Azerbajdžana, je postal predmet mejnega spora med Gruzijo in Azerbajdžanom, od leta 1991 naprej pa potekajo pogovori . Gruzijski menihi v samostanu pravijo, da »spor vidijo kot rezultat sovjetskega načrtovanja, da bi spodkopali odnose med krščanskimi Gruzijci in muslimanskimi Azerbajdžanci«. Giorgi Mandžgaladze, namestnik gruzijskega zunanjega ministra, je predlagal, da bi bila Gruzija pripravljena zamenjati drugo ozemlje za preostanek David Gareja zaradi njegovega zgodovinskega in kulturnega pomena za Gruzijce.  Baku ne sprejema te zamenjave zemlje zaradi strateškega vojaškega pomena Davida Gareje . »Prostora za teritorialno izmenjavo ni. Pogajanj glede tega vprašanja ni«, je izjavil azerbajdžanski namestnik zunanjega ministra Halaf Halafov. Aprila 2007 je Halafov na tiskovni konferenci dejal, da Gruzija »ne more razmišljati«, da bi se »odrekla svojim zahtevkom do obmejnih držav«, vključno z David Garejo. Nato je dal kontroverzno izjavo, da je samostan »dom kavkaških Albancev, za katere velja, da so bili najstarejši prebivalci Azerbajdžana«.  To je spodbudilo odziv gruzijskega zunanjega ministra Gela Bezhuašvilija. »Popolnoma mi ni jasno, zakaj je moj kolega podal te pripombe«, je dejal novinarjem v Tbilisiju. »Njegov pouk zgodovine je popolnoma nerazumljiv. Moral bi brati o svetovni zgodovini«. 
Albansko teorijo podpirajo tudi nekateri azerbajdžanski zgodovinarji, ki odločno nasprotujejo, da bi kateri koli del svojega ozemlja prenesli v Gruzijo. »Samostan je bil znotraj Gruzije šele v 12. stoletju«, je izjavil Ismail Umudlu, azerbajdžanski novinar in zgodovinar. »Pred tem in po njem je bilo območje del države, katere je Azerbajdžan naslednik«. Gruzijski umetnostni zgodovinar Dimitri Tumanišvili je to trditev zavrnil in izjavil, da je kompleks »vključen v delo gruzijskih mojstrov«. »Gruzijski napisi so povsod iz 6. stoletja«, je dejal: »Tam ni nobene sledi druge kulture. Po tem mislim, da ne potrebujete nadaljnjih dokazov«. »Ideja, da so ta samostan ustanovili kavkaški Albanci, je preprosto nesmiselna«, je dejal Zaza Datunašvili, menih David Gareja. »Prav tako lahko rečete, da so Gruzijci zgradili Veliki kitajski zid«.
Gruzijski predsednik Miheil Sakašvili je ovrgel spor in dejal, da ga je »mogoče rešiti s prijateljskim dialogom«. Vendar je član gruzijskega parlamenta z desničarske opozicije Giga Bukia izjavil, da »Gruzijci v nobenem primeru ne bodo dali tega ozemlja«, obtožil pa je tudi vlado, da je omejila svoje stališče do kompleksa, da bi zagotovila finančno pomoč iz Azerbajdžana. »Azerbajdžan nima popolnoma nobene zgodovinske pravice do te zemlje«, je dejal. »In kaj govorite o tem, da je to strateška lokacija? Ali nameravate iti v vojno z Azerbajdžanom?«
Azerbajdžanski uradniki so potrdili, da je Azerbajdžan »odprt za izvajanje skupnih projektov z Gruzijo za obnovo kompleksa«. Vendar pa so uradne namige, da bi kompleks lahko bil »skupna turistična cona«, sprožile ogorčenje gruzijske javnosti. Katolikos patriarh vse Gruzije Ilia II. je dejal, da je bil »samostan sveto svetišče, ki bi moralo v celoti ležati na gruzijskih tleh«. Med azerbajdžanskimi in gruzijskimi oblastmi je bilo opravljenih več svežih pogovorov o »razmejitvi meja« (v Tbilisiju in nato v Bakuju).

## Rezervat Kešikčidag
Del samostanskega kompleksa David Gareja, ki je v Azerbajdžanu, ima status zgodovinskega in kulturnega rezervata v skladu s predsedniško odredbo št. 2563 z dne 19. decembra 2007 in je imenovan kot državni zgodovinski in kulturni rezervat "Kešikčidag" in je bil v čast predsednika Azerbajdžana imenovan vrh Ilhama Alijeva. Rezervat obsega približno 25 kvadratnih kilometrov ob azerbajdžansko-gruzijski meji v mestu Jeyrančol, pogorja Gatardagh, 15 kilometrov severovzhodno od jezera Džandar, na gorskem območju, na nadmorski višini 750–950 metrov. Rezervat sestavljajo naravne in umetne jame, grad in samostan, izklesan v zgodnjem in srednjem veku. Po mnenju  azerbajdžanske strani je Kešikči gala zgradilo domače prebivalstvo kavkaške Albanije v 5. stoletju in je pomenil 'varuh', zato velja, da je podoben drugim gradovom na azerbajdžanskem ozemlju zaradi arhitekturnih strukturnih značilnosti. Odkrili so, da je bil Kešikči gala zgrajen za obrambne namene v srednjem veku, kjer so ga naseljevali starodavni kavkaški Albanci. Naravne jame segajo v zgodnje faze, umetne jame so med 9. in 15. stoletjem. 

## Postopek razmejitve
Postopek razmejitve med Azerbajdžanom in Gruzijo vpliva na samostanski kompleks David Gareja. Ker kompleks leži ob meji, povzroča razpravo med obema narodoma. 14. maja 2019 sta se namestnik zunanjega ministra Azerbajdžana Halaf Halafov in namestnik zunanjega ministra Gruzije Laša Darsalija v Bakuju sestala glede razmejitve državne meje med državama. Po osamosvojitvi obeh držav so bile ustanovljene ustrezne državne komisije za razmejitev državne meje med Azerbajdžanom in Gruzijo in do zdaj opravljenih 11 sej Komisije. V okviru tega postopka je bil dosežen dogovor o razmejitvi večine dela azerbajdžansko-gruzijske meje (skupaj 480 km). Trenutno je odsek 166 km, ki vključuje območje, v katerem je samostanski kompleks, glavni cilj obeh držav. Zaradi močnih gospodarskih in kulturnih vezi med državama imata obe miroljubne namene glede določanja meja. Med srečanjem, ki je bilo 27. februarja 2019 v Azerbajdžanu med predsednico Gruzije Salome Zurabišvili in predsednikom Azerbajdžana Ilhamom Alijevim, sta obe strani jasno poudarili soglasje o postopku razmejitve, ki ga je treba doseči z upoštevanjem obstoječih vezi med državama. 

## Galerija
- Samostan David Gareja in jama 21
- Gruzijski napis na vhodu sv. Davida lavra.
- jame Gareja
- Refektorij